# 甲府教会

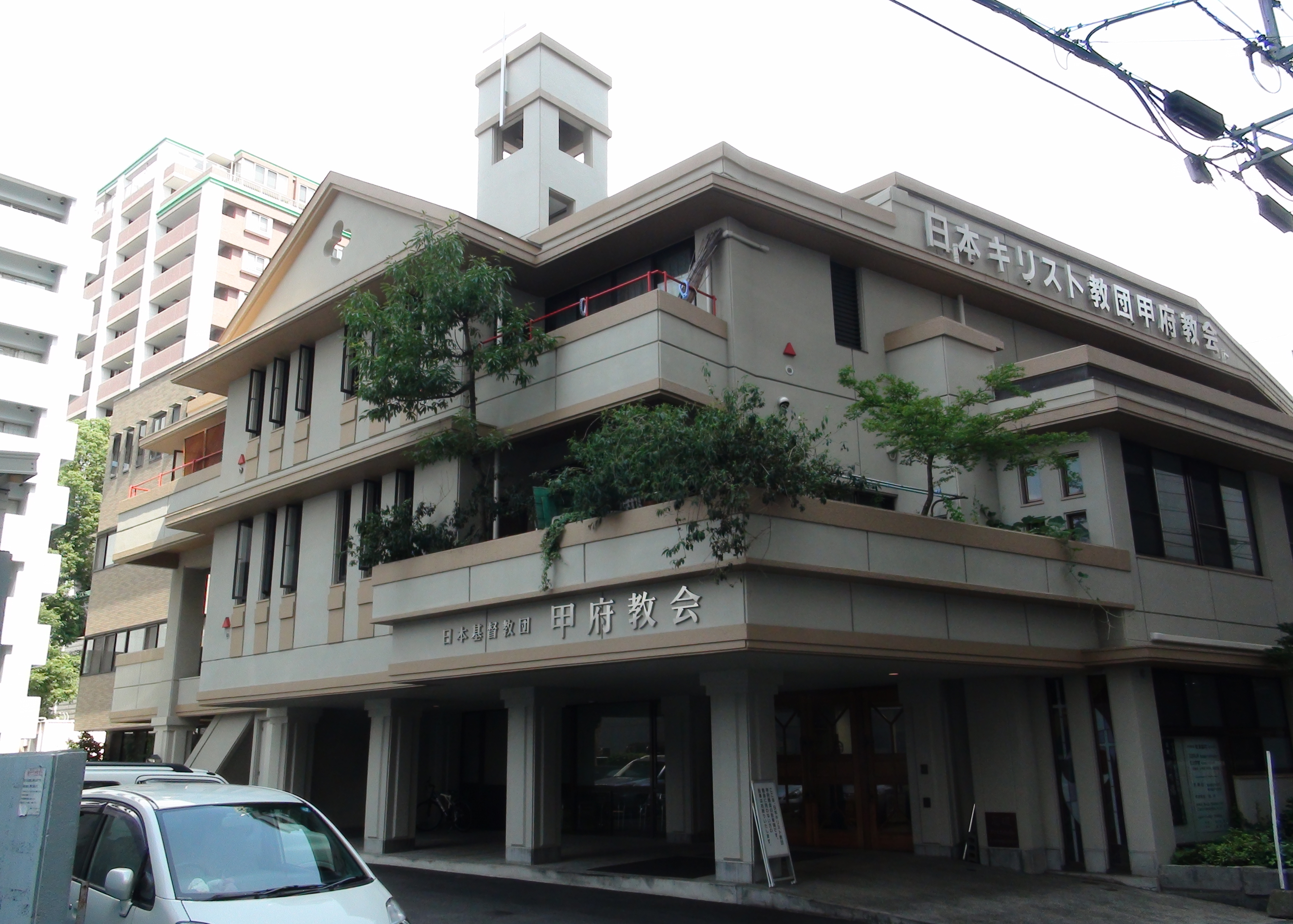
甲府教会（2014年7月20日撮影）

甲府教会（こうふ きょうかい）は、山梨県甲府市丸の内にある、メソジスト系の日本基督教団の教会である。
1878年（明治11年）7月7日 創立。創設者は C・S・イビー宣教師。

## 歴史

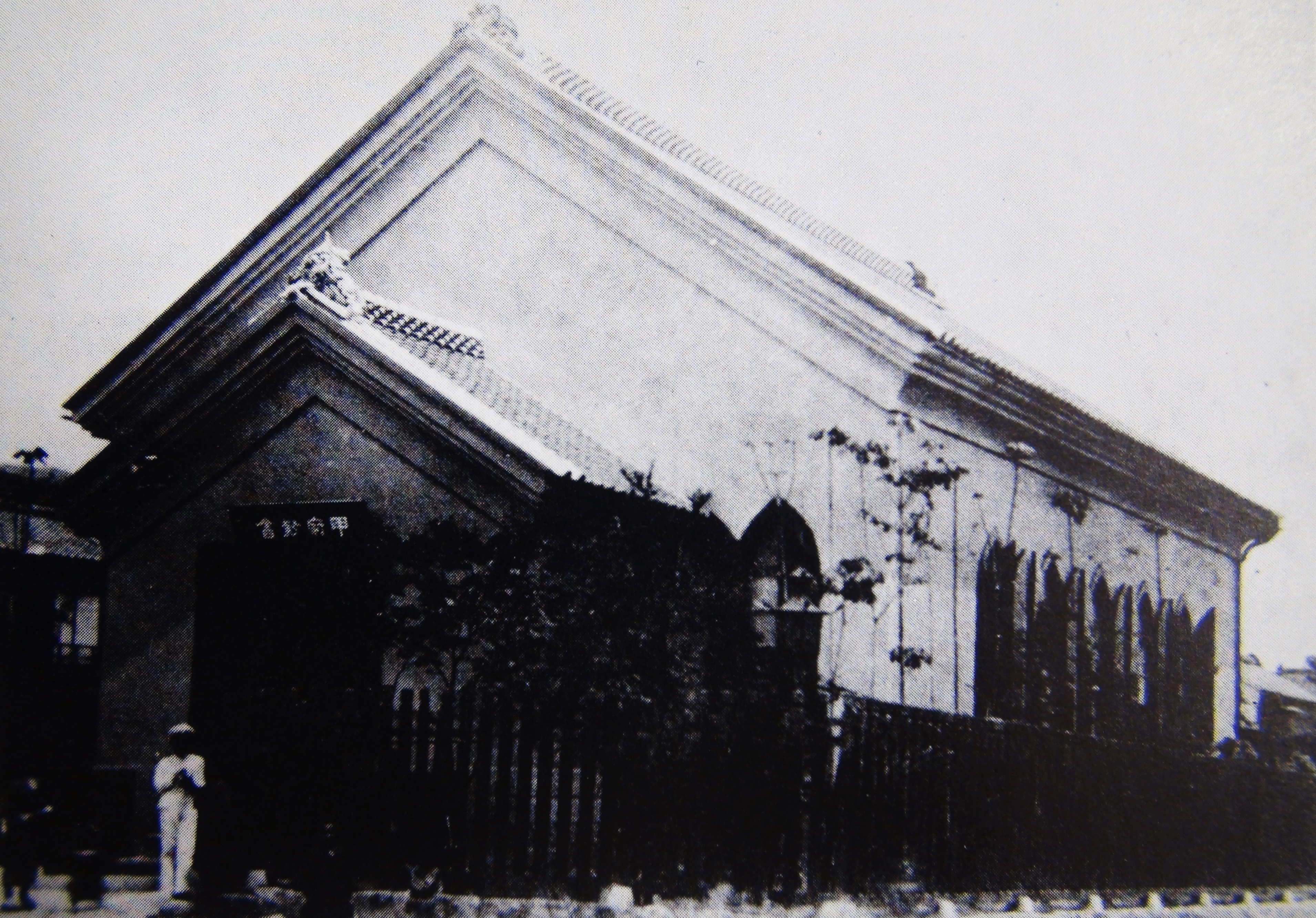
甲府教会初代教会堂。
1892年（明治25年）頃の撮影。当時の所在地は甲府市桜町（現：中央 (甲府市)2丁目）。

1878年（明治11年）4月 C・S・イビーが近藤喜則(山梨県南巨摩郡南部の私塾・蒙軒学舎の経営者)に蒙軒学舎のお雇い教師として招かれ、一家を挙げて甲府に移住。
1878年（明治11年）6月 イビーが甲府メソヂスト講義所を開催。
1878年（明治11年）7月7日 甲府教会創立、イビーが初代牧師となる。甲府教会は山梨県のキリスト教宣教の拠点になり、勝沼（甲州市勝沼町）、市川大門（市川三郷町）、日下部（山梨市）にも広げられた。
1878年（明治11年）7月19日　浅川広湖、初代日本人牧師となる。
1878年（明治11年）末　イビーが桑原道貞（後の伝道士）と小林光泰（後の第八代牧師）の洗礼を行う。
1879年（明治12年）4月　イビーが元新撰組の剣士結城無二三（後の日下部教会牧師）とその家族の洗礼を行う。
1879年（明治12年）7月　浅川広湖牧師、静岡教会に転任する。
1880年（明治13年）7月　土屋彦六牧師、下谷教会から赴任し2代目牧師となる。
1882年（明治15年）1月　土屋彦六牧師、沼津教会に転任する。平岩愃保牧師、東京師範學校の教授を辞職し赴任。3代目牧師となる。
1884年（明治17年）5月25日　平岩愃保牧師、静岡教会に転任する。
1884年（明治17年）4月　浅川広湖牧師、下谷教会から赴任し4代目牧師となる。
1885年（明治18年）5月　浅川広湖牧師、会堂建築で不祥事を起こして解任。
1885年（明治18年）
- 6月　土屋彦六牧師、沼津教会から赴任し5代目牧師となる。
- 8月30日　桜町4丁目11番地に初代会堂を献堂[2]。

1887年（明治20年）9月　土屋彦六牧師、牛込教会に転任する。山中笑、牛込教会より赴任し6代目牧師となる。
1889年（明治22年） 宮腰信次郎、新海栄太郎（校主）らにより私立山梨英和女学校（現、山梨英和学院）を甲府市太田町に開校。
1891年（明治24年）5月　桜町1丁目60番地に2代目の会堂を献堂。
1892年（明治25年）山中笑牧師、緑町講義所に転任。
1892年（明治25年）太田寅吉、7代目牧師となる。
1893年（明治26年）
- 太田寅吉牧師、勝沼講義所に転任。
- 6月　小林光泰牧師、静岡教会から赴任し8代目牧師となる。

1895年（明治28年） 林紋次郎（塾主）、 和田源吉郎（塾長）らにより男子中等教育のための有朋義塾を設立、また教会付属幼稚園を設立した。
1898年（明治31年）6月　小林光泰牧師、麻布教会に転任。
1898年（明治31年）6月　平岩愃保、駒込教会より転任し9代目牧師となる。
1904年（明治37年）4月　平岩愃保牧師、本郷中央会堂(現・日本基督教団本郷中央教会)に転任。
1904年（明治37年）4月　波多野伝四郎、金沢教会から赴任し10代目牧師となる。ボルディン(A.C.Borden)宣教師、甲府教会担任兼部長就任。
1907年（明治40年）6月　波多野伝四郎、静岡教会に転任。土屋彦六、吉原教会より赴任し11代目牧師となる。日本メソジスト教会成立に伴い、日本メソジスト教会甲府教会となる。
1909年（明治42年）
- 3月 土屋彦六、玉幡講義所および竜王講義所の担当として転任。
- 4月 白石喜之助、市川教会より赴任し12代目牧師となる。

1916年（大正5年）6月4日　3代目の会堂を献堂。
1920年（大正9年）
- 3月 白石喜之助牧師、サンフランシスコ日本人教会へ転任[3]。
- 4月 小野善太郎牧師が赴任し、13代目牧師となる。山梨部長と兼務[3]。

1925年（大正14年）
- 3月 小野善太郎牧師、本堂中央会堂に転任[3]。
- 4月 金沢敬治郎牧師、浜松教会より赴任し、14代目牧師となる[4]。

1931年（昭和6年）
- 金沢敬治郎牧師、離任[5]。
- 4月 細谷哲夫牧師が赴任し、15代目牧師となる[5]。

1933年（昭和8年）4月 細谷哲夫牧師、浜松教会へ転任。小野善太郎牧師が日下部教会から赴任し、16代目牧師となる。
1941年（昭和16年）6月25日 日本基督教団の成立に伴い、 日本基督教団第二部甲府教会となる。
1945年（昭和20年）7月6日 空襲により桜町の会堂を焼失。
1946年（昭和21年）
- 山梨英和のカートメル女塾跡地（百石町三二四ノ三）と教会の土地（桜町一丁目59と60番地）を交換[6]。
- 7月26日 4代目の会堂を起工[1][2]。設計・監督は古橋柳太郎氏、工事は日本木工会社の塚原孝二氏[6]。

1947年（昭和22年）11月3日 4代目の会堂献堂。
1954年（昭和29年）4月 岡本不二夫伝道師着任。
1957年（昭和32年）
- 4月 元城屋町四九の香柏山荘に伝道所を開設[8]。
- 10月20日 岡本不二夫伝道師、正教師となり副牧師に就任。

1959年（昭和34年）4月 小野善太郎牧師 、隠退して名誉牧師となる。岡本不二夫牧師、17代目牧師に就任。
1961年（昭和36年）
- 3月 岡本不二夫牧師、上富坂教会へ転任[9]。
- 4月 依田光一牧師が赴任し、18代目牧師となる[10]。
- 7月2日 教育館献堂式[7]。

1963年（昭和38年）３月頃 元城屋町四九の香柏山荘伝道所、閉鎖。
1970年（昭和45年）7月26日 依田光一牧師、藤沢教会へ転任。
1971年（昭和46年）6月 原良三牧師、日本基督教団宣教研究所から赴任し19代目牧師となる。
1974年（昭和49年）
- 5月 原良三牧師、焼津教会に転任する。[11]
- 11月17日 三和磐夫牧師、沼津教会から赴任し20代目牧師となる。[12]

1978年（昭和53年）5月14日 牧師館を新築。
1983年（昭和58年）三和磐夫牧師、経堂緑岡教会へ転任。
1984年（昭和59年）寺島昭二（あきつぐ）牧師が下関町教会より赴任し、21代目牧師となる。
1989年（平成元年） 5代目の会堂を新築。
2000年（平成12年）寺島昭二牧師、野方町教会へ転任。松木田 博牧師・金 明淑（キム ミョンスク）牧師が赴任し、22代目牧師となる。
2019年（平成31年）松木田 博牧師・金 明淑牧師、広島教会へ転任。 

## 歴代牧師
- 1代目 浅川広湖（1878年（明治11年） - 1879年（明治12年））
- 2代目 土屋彦六（1880年（明治13年） - 1882年（明治15年））
- 3代目 平岩愃保（1882年（明治15年） - 1884年（明治17年））
- 4代目 浅川広湖（1884年（明治17年） - 1885年（明治18年））
- 5代目 土屋彦六（1885年（明治18年） - 1887年（明治20年））
- 6代目 山中笑（1887年（明治20年） - 1892年（明治25年））
- 7代目 太田寅吉（1892年（明治25年） - 1893年（明治26年））
- 8代目 小林光泰（1893年（明治26年） - 1898年（明治31年）)
- 9代目 平岩愃保（1898年（明治31年） - 1904年（明治37年））
- 10代目 波多野伝四郎（1904年（明治37年） - 1907年（明治40年））
- 11代目 土屋彦六（1907年（明治40年） - 1909年（明治42年））
- 12代目 白石喜之助（1909年（明治42年）- 1920年（大正9年））
- 13代目 小野善太郎（1920年（大正9年） - 1925年（大正14年）
- 14代目 金沢敬治郎（1925年（大正14年） - 1933年（昭和8年））
- 15代目 細谷哲夫（1931年（昭和6年） - 1933年（昭和8年））
- 16代目 小野善太郎（1933年（昭和8年） - 1959年（昭和34年））[15]
- 17代目 岡本不二夫（1959年（昭和34年）- 1961年（昭和36年））[7]
- 18代目 依田光一（1961年（昭和36年）- 1970年（昭和45年））[10]
- 19代目 原良三（1971年（昭和46年）- 1974年（昭和49年））[11]
- 20代目 三和磐夫（1975年（昭和50年） - 1983年（昭和58年））[12]
- 21代目 寺島昭二（1984年（昭和59年） - 2000年（平成12年））[13]
- 22代目 松木田 博（2000年（平成12年）- 2019年（平成31年））[14]
- 22代目 金 明淑（2000年（平成12年）- 2019年（平成31年））[14]

## 著名な教会員
- 村岡花子
- 小宮山清三
- 浅川伯教
- 浅川巧